# Massignano
Massignano là một đô thị ở tỉnh Ascoli Piceno ở vùng Marche, cách khoảng 70 km về phía đông nam của Ancona và khoảng 30 km về phía đông bắc của Ascoli Piceno. Đến thời điểm ngày 31 tháng 12 năm 2004, đô thị này có dân số là 1.621 người và diện tích là 16,3 km².
Massignano giáp các đô thị: Campofilone, Cupra Marittima, Montefiore dell'Aso, Ripatransone.